# Il bosco fuori
Il bosco fuori è un film horror del 2006 diretto dall'esordiente Gabriele Albanesi e interpretato da Daniela Virgilio, Daniele Grassetti e Gennaro Diana.
Prodotto in modo indipendente e con a disposizione un budget di soli 45000 euro, il film è stato proiettato in Italia in un solo cinema a Roma.
Nel 2007 esce la versione con sottotitoli in giapponese. Il titolo viene modificato in Italian Chainsaw e raggiunge la decima posizione fra i DVD più venduti in Giappone. La versione per il mercato americano è stata distribuita da Sam Raimi con il titolo The Last House in the Woods.

## Trama
Una famiglia sta viaggiando in auto ormai da ore quando la foratura di una gomma manda fuori strada il mezzo uccidendo sul colpo l'autista. La donna e il bambino che viaggiano con l'uomo si allontanano dal luogo dell'incidente in cerca di soccorso. La madre viene raggiunta da un'altra auto che la investe violentemente. Dal mezzo scende quindi un maniaco che finisce la povera malcapitata con una pietra e carica il suo corpo nella propria auto. Il bambino, dopo avere assistito alla scena, scappa terrorizzato e si avventura nel bosco.
Diverso tempo dopo una coppia di giovani, Aurora e Rino, appartati poco lontano dal luogo, viene aggredita da un gruppo di tre balordi, capitanati da Cesare. I tre, dopo avere malmenato e rinchiuso Rino nel bagagliaio, si apprestano a violentare Aurora. Ma fortunatamente la giovane coppia viene salvata dall'arrivo di Antonio, che in quel momento si trovava di passaggio insieme con la propria moglie, il quale allontana i balordi puntando loro una pistola. L'uomo porta così in salvo la giovane coppia e offre loro di portarli nella sua proprietà: una villa sperduta nel bosco. Qui vengono accuditi dall'uomo e da sua moglie Clara, mentre il figlio piccolo di questi dorme in una stanza del piano superiore.
La situazione degenera quando Antonio tenta di drogare la povera Aurora e questa, scappando, scopre che Rino è stato legato e imbavagliato. In un primo momento la ragazza riesce a fuggire dalla villa, ma vagando nel bosco si imbatte nei due mostruosi figli adottivi dei coniugi che la catturano. Di lì a poco la coppia si ritrova legata e scopre che il figlio piccolo dei coniugi si nutre esclusivamente di carne umana e che loro saranno il suo prossimo banchetto. Ma proprio quando Aurora perde ogni speranza, i tre balordi che avevano tentato di stuprarla, attirati nel frattempo dalle grida di Aurora quando è stata catturata nel bosco, giungono nella villa. Raccapricciati dalle mutilazioni subite da Rino, elaborano un piano per far piazza pulita dei mostri e psicopatici che abitano il casolare.
I due amici di Cesare vengono uccisi; quest'ultimo, dopo avere ucciso Antonio e i suoi due figli adottivi, di cui uno armato di motosega, torna da Aurora per liberarla, ma viene sorpreso da Clara che lo uccide con un coltello. Infine anche la moglie di Antonio muore, uccisa a morsi dal figlio Giulio mentre questa stava per uccidere Aurora, e qui si rivede il bambino scappato durante la prima scena del film, privo di arti, utilizzati per nutrire Giulio. I due bambini, chi per un motivo chi per un altro, entrambi dei mostri si abbracciano fraternamente e piangono.
Nella scena finale Aurora, finalmente libera, corre per il bosco completamente insanguinata e abbozza un sorriso mentre all'orizzonte si scorge il sole.

## Critica
- Francesco Alò, Il Messaggero:[3]

- Federico Pedroni, FilmTv.it:[4]

- Francesco Lomuscio, FilmUp.it:[5]

- Morando Morandini, Dizionario dei film:[6]

## Riconoscimenti
Il film è stato presentato in concorso al Philadelphia Film Festival e in diversi altri festival internazionali tra cui il Montreal World Film Festival.
Gennaro Diana ha ricevuto il premio quale miglior attore protagonista al Buenos Aires Rojo Sangre Film Festival.